# قو يوي
قو يوي هو عازف فلوت ‏ صيني، ولد في 1958.

## وصلات خارجية
- قو يوي على موقع ميوزك برينز (الإنجليزية)
- قو يوي على موقع ديسكوغز (الإنجليزية)